# 아이멜리크주

아이멜리크의 기

아이멜리크주(Aimeliik)는 팔라우의 주로, 바벨다오브섬 남서쪽에 위치한다. 면적은 52km2, 인구는 344명(2015년 기준)이다. 팔라우 국제공항과 가까우며 팔라우에서 가장 큰 발전소가 이 곳에 있다.